# Aristolochia clavidenia
Aristolochia clavidenia är en piprankeväxtart som beskrevs av August Heinrich Rudolf Grisebach. Aristolochia clavidenia ingår i släktet piprankor, och familjen piprankeväxter. Inga underarter finns listade i Catalogue of Life.